# Garfield (Pittsburgh)
Pour les articles homonymes, voir Garfield.
Garfield est un quartier de la ville de Pittsburgh en Pennsylvanie.

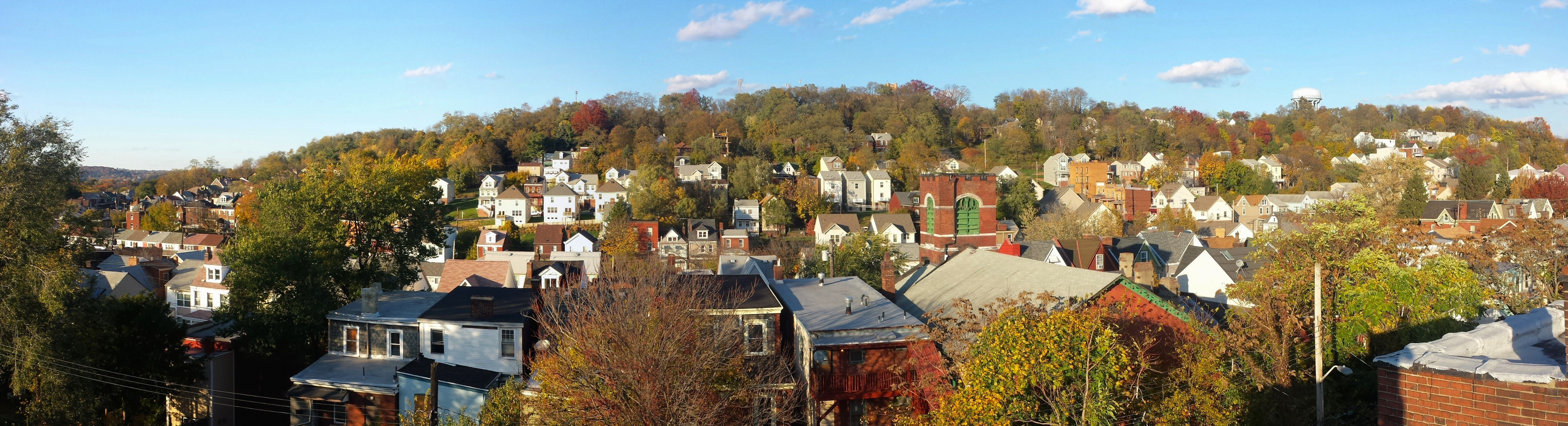
Panorama de Garfield

Sa population était de 3 675 habitants en 2010.